# 胡期恒
胡期恒（1671年—1748年），字元方，湖南常德府武陵县（今湖南常德）人。清朝政治人物。

## 生平
祖父胡统虞是崇祯末年进士，官至秘书院学士。父亲胡獻徵自荫生授都察院经历。胡期恒少時從年羹堯游歷。康熙乙酉中举人。年羹尧为巡抚，荐期恒為夔州府通判，後迁知府，再迁川东道。羹尧兼督陕西，再荐期恒為陕西布政使，期恒協助年羹尧，曾谏其戒骄盈，並亲自杖责违法的年家家奴。雍正三年正月，胡期恆參奏陝西驛道金南瑛，然而金南瑛是大学士朱轼、怡亲王胤祥保荐。雍正帝不予准奏，雍正與年羹尧两人的矛盾逐渐公开化。年羹堯薦升胡期恒為甘肅巡撫。
雍正三年四月，雍正特召见期恒，以其“所奏之言皆属荒唐、悖谬。观其人甚属卑鄙”。雍正帝在折子上還痛骂年羹尧:“你实在昏聩了！胡期恒这样东西，岂是年羹尧在朕前保举巡抚的人，岂有此理！”年羹尧事敗後，胡期恒絕不弹劾年羹尧。雍正更换四川和陕西的官员，期恒被革職下狱，甘肃巡抚之遺缺由岳鍾琪兼任。清高宗即位，獲赦。晚年侨居江南，與全祖望、沈德潜等交游，為扬州诗派的领袖。

## 著作
有《蜀道集》。